# 2022年北京オリンピックのノルディック複合競技
2022年北京オリンピックのノルディック複合競技は国際スキー連盟（FIS）管轄で2022年2月9日から17日まで実施された。

## 概要
男子の3種目が実施される。ひとつのNOCからは最大5名まで選手を派遣でき、個人種目には4名まで出場できる。出場枠の割り当ては2020年7月1日から2022年1月16日までのワールドカップなどの成績によるランキングに基づいて行われる。

## 出場選手
出場する選手は、2006年までに生まれていて、FISの定める成績要件を満たす必要がある。開催国（中国）は要件を満たす選手がいる限り、1名の出場が保証される。
1. NOCごとの上限に達するまで、ランキング[3]上位から順にNOCに出場枠を割り当てる。（50名）
2. 1.で4名以上の出場枠を得たNOCが10未満の場合、1.で3名の出場枠を得たNOCに更に1名ずつ出場枠を割り当てる。（5名）
3. （2.で出場枠が余った場合）1.で出場枠を得ていないNOCを対象にランキング上位から順に1名ずつ出場枠を割り当てる。
4. （3.で出場枠が余った場合や出場枠の辞退が生じた場合）1.と同じ基準でランキング上位から順に出場枠を割り当てる。

太字は団体戦に出場する国
- オーストリア (5)
- 中国 (1+3)[注釈 1]
- チェコ (4)
- エストニア (1)
- フィンランド (5)
- フランス (5→4)[注釈 2]
- ドイツ (5)
- イタリア (4)
- 日本 (5)
- カザフスタン (1)
- ラトビア (1)
- ノルウェー (5)
- ポーランド (2)
- ROC (3)
- スロベニア (1)
- 韓国 (1)
- スイス (1→0)
- ウクライナ (1)
- アメリカ合衆国 (5)

1. ↑  開催国枠として出場枠を得た。個人戦には1名のみ出場できる。
2. ↑  Edgar Valletは未出場[6]

## 競技日程
時間は現地時間（UTC+8）
| 日付 | 時間  | 種目                              |
| ---- | ----- | --------------------------------- |
| 2/9  | 16:00 | 男子個人ノーマルヒル/10km（飛躍） |
| 2/9  | 19:00 | 男子個人ノーマルヒル/10km（距離） |
| 2/15 | 16:00 | 男子個人ラージヒル/10km（飛躍）   |
| 2/15 | 19:00 | 男子個人ラージヒル/10km（距離）   |
| 2/17 | 16:00 | 男子団体ラージヒル/4x5km（飛躍）  |
| 2/17 | 19:00 | 男子団体ラージヒル/4x5km（距離）  |

## 競技結果

### 男子
個人ラージヒル/10kmで銅メダルを獲得した渡部暁斗は前々回、前回の個人ノーマルヒル/10km（いずれも銀メダル）に続き、3大会連続のメダル獲得。また、日本の団体戦でのメダル獲得は1994年リレハンメル大会（金メダル/当時は3x10km）以来となった。
| 種目                  | 金 | 金      | 銀 | 銀      | 銅                                                                                         | 銅      |
| --------------------- | --- | ------- | --- | ------- | ------------------------------------------------------------------------------------------ | ------- |
| 個人ノーマルヒル/10km | ビンツェンツ・ガイガー ドイツ (GER) | 25:07.7 | ヨルゲン・グローバク ノルウェー (NOR) | 25:08.5 | ルーカス・グライデレール オーストリア (AUT)                                                | 25:14.3 |
| 個人ラージヒル/10km   | ヨルゲン・グローバク ノルウェー (NOR) | 27:13.3 | イェンス・ルロース・オフテブロ ノルウェー (NOR)                                                                                                  | 27:13.7 | 渡部暁斗 日本 (JPN)                                                                        | 27:13.9 |
| 団体ラージヒル/4x5km  | ノルウェー (NOR) エスペン・ビョルンスタ（12:52.3） エスペン・アンデルセン（12:34.2） イェンス・ルロース・オフテブロ（12:19.5） ヨルゲン・グローバク（12:51.1） | 50:45.1 | ドイツ (GER) マヌエル・ファイスト（12:44.7） ユリアン・シュミット（12:41.7） エリック・フレンツェル（12:53.5） ビンツェンツ・ガイガー（13:09.1） | 51:40.0 | 日本 (JPN) 渡部善斗（12:44.0） 永井秀昭（12:41.8） 渡部暁斗（12:26.6） 山本涼太（13:35.9） | 51:40.3 |

### 国別メダル獲得数
| 順 | 国・地域           | 金 | 銀 | 銅 | 計 |
| -- | ------------------ | -- | -- | -- | -- |
| 1  | ノルウェー (NOR)   | 2  | 2  | 0  | 4  |
| 2  | ドイツ (GER)       | 1  | 1  | 0  | 2  |
| 3  | 日本 (JPN)         | 0  | 0  | 2  | 2  |
| 4  | オーストリア (AUT) | 0  | 0  | 1  | 1  |
|    | 合計               | 3  | 3  | 3  | 9  |